# Волма (приток Большой Просницы)
Волма — река в России, протекает в Кумёнском и Кирово-Чепецком районах Кировской области. Устье реки находится в 40 км по левому берегу реки Большая Просница. Длина реки составляет 24 км, площадь водосборного бассейна 144 км².
Исток реки в лесах в 6 км северо-восточнее посёлка Вичевщина (центр Вичевского сельского поселения). Верхнее течение проходит по Кумёнскому району, нижнее — по Кирово-Чепецкому. Генерально река течёт на север, верхнее и нижнее течение ненаселено, в нижнем на правом берегу реки село Волма (Просницкое сельское поселение).
Впадает в Большую Просницу южнее посёлка у станции Просница. Притоки — Фатизовка, Мичунаевка (левые); Пигали, Чернушка (правые).

## Данные водного реестра
По данным государственного водного реестра России относится к Камскому бассейновому округу, водохозяйственный участок реки — Вятка от истока до города Киров, без реки Чепца, речной подбассейн реки — Вятка. Речной бассейн реки — Кама.
Код объекта в государственном водном реестре — 10010300212111100034007.